# Attentat de Soussiane
L'attentat de Soussiane a lieu le 24 février 2017, près d'al-Bab, pendant la guerre civile syrienne.

## Contexte
L'attaque est commise le lendemain de la perte de la ville d'al-Bab par l'État islamique, au terme de la bataille d'al-Bab qui s'est achevée par la victoire des forces turques et rebelles. Depuis le début de l'opération Bouclier de l'Euphrate les rebelles soutenus par Ankara avaient déjà été la cible de plusieurs attentats, notamment celui d'Azaz, le 7 janvier 2017. 
Une autre attaque kamikaze a lieu à al-Bab, le même jour que l'attentat de Soussiane, elle fait deux morts et trois blessés dans les rangs de l'armée turque,.

## Déroulement
L'attaque se produit au matin à un poste de contrôle de l'Armée syrienne libre dans le village de Soussiane, à huit kilomètres au nord-ouest d'al-Bab. Un véhicule piégé conduit par un kamikaze explose près des rebelles mais aussi d'une foule de civils qui s'étaient rassemblés pour retourner à al-Bab.
Selon Abou Jaafar, un commandant de la Brigade al-Moutasem qui se trouvait non loin de Soussiane au moment de l'attaque, l'attentat a lieu lors d'une réunion entre des civils d'Al-Bab et des hauts responsables des forces rebelles et turques « pour mettre sur pied un appareil sécuritaire et un plan pour reconstruire Al-Bab ».
L'attentat est revendiqué dans la journée par l'État islamique.

## Bilan
Quelques heures après l'attentat, l'OSDH affirme qu'au moins 51 personnes ont été tuées, dont 34 civils et 17 rebelles. L'agence Reuters indique de son côté que l'attaque a fait 41 morts, dont 35 civils, selon des sources dans la région. Enfin l'agence de presse turque Anadolu donne un bilan d'au moins 60 morts.
Le lendemain, l'OSDH revoit son bilan à la hausse, il passe à 83 tués, dont 45 civils,.